# Погорелуша (посёлок)
Погорелуша — посёлок в Марёвском муниципальном районе Новгородской области, входит в состав Велильского сельского поселения. На 1 января 2012 года постоянное население посёлка — 34 жителя, число хозяйств — 16. Площадь земель относящихся к посёлку — 14,5 га.
Посёлок расположен на юге Новгородской области, на реке Пола, неподалёку от моста через реку, на Валдайской возвышенности, на высоте 139 м над уровнем моря. Близ посёлка находятся деревни Погорелуша, Манькино, Невзорово и Заречье.

## История
До 1990-х в составе Велильского сельсовета. Исполком Велильского сельского Совета народных депутатов прекратил свою деятельность с 28 сентября 1990 года, после чего, с 12 декабря 1991 года действовал Президиум Велильского сельского Совета, затем была образована Администрация Велильского сельсовета.
По результатам муниципальной реформы посёлок входит в состав муниципального образования — Велильское сельское поселение Марёвского муниципального района (местное самоуправление), по административно-территориальному устройству подчинён администрации Велильского сельского поселения Марёвского района.